# ボンバルディエーレ (駆逐艦)
ボンバルディエーレ（Bombardiere、「爆撃手」の意）はイタリア王立海軍の駆逐艦。

## 艦歴

### 第二次世界大戦中
運用開始後、ボンバルディエーレはその短い就役期間に地中海東部航路やチュニジア航路の護衛任務にいた。1942年7月から沈没するまでの全就役期間を通しての指揮はジュゼッペ・モスキーニ中佐がとった。
1942年11月18日に、同型艦レジオナリオおよび近代的な水雷艇グロッポ (水雷艇)とともに、兵員輸送船プッチーニおよびヴィミナーレを護衛してビゼルトに向かい、サン・ヴィート岬で英潜水艦の攻撃を受けたものの、船団は無傷で目的地に到着した。
イタリアに帰還すると、同型艦レジオナリオおよびヴェリーテとともにビゼルトからナポリに向かう大型の近代的な内燃機船モンジネヴロおよびセストリエーレを護衛していたが、11月21日の15:04にイスキア島の南西およそ1８カイリの地点でヴェリーテが魚雷攻撃を受けて艦尾を破壊され行動不能となり、ボンバルディエーレが曳航してナポリに戻った。
1943年1月17日、レジオナリオとともに内燃機船マリオ・ロゼッリをパレルモに護衛するためにナポリを出航した。日没直後の17:30、すでにシチリアが視界に入っている時に英潜水艦ユナイテッドが発射した魚雷の航跡を発見し、ボンバルディーレは魚雷を回避するために右舷に旋回したが艦体中央部に被弾し、艦橋が破壊されて海中に脱落すると共に、ボイラーが爆発して艦体が両断された。艦尾側は北緯38度15分、東経11度43分（マレッティモ島の北西40km）地点で17:25に即座に沈没し、艦首側も数分後に沈没した。モスキーニ艦長（1903年6月17日、サンテルピーディオ・ア・マーレ生まれ）は残骸の中に閉じ込めれていた操舵手を救出して海に投げ込んだが艦と共に海中に沈み、その功績に対して武功黄金勲章を授与された: 。レジオナーレは航行を続けつつ、搭載していた救命いかだを生存者に投げ渡した。救助が間に合わなくて死亡した者の中には、重傷を負いながらも生存者の救助に力を尽くした機関長のエウジェニオ・アマトルーダもおり、その功績を讃えて武功銀勲章が授与された。
パレルモから駆けつけた救助船がボンバルディエーレの生存者49名を救助したが、ほとんどが負傷しているか低体温症となっていた。モスキーニ艦長、士官7名、下士官以下167名が海に消えた。

### 艦長
ジュゼッペ・モスキーニ中佐（1903年6月17日、サンテルピーディオ・ア・マーレ生まれ、1942年4月16日-1943年1月17日）

### 副長
ジュリオ・コントレアス少佐（1910年11月25日、フォルミア生まれ、1942年7月15日-1943年1月17日）